# Де Бугрене де Ля Токне, Алэн
Алэн де Бугрене де Ля Токне (фр. Alain de Bougrenet de La Tocnaye; 13 ноября 1926, Нёйи-сюр-Сен — 9 января 2009, Кавайон, Воклюз) — французский политический активист. Его имя продолжают связывать с попыткой покушения на жизнь президента Франции генерала Шарля де Голля в Пти-Кламар.
Происходит из старинной аристократической бретонской семьи (известный представитель которой — контрреволюционер Жак-Луи де Бугрене де Ля Токне). Изучал право перед поступлением в военную школу Шершеля, затем поступил в школу применения артиллерии Идар-Оберштейна.
В ходе Алжирской войны служил в звании лейтенанта. Отвечал за специальную административную секцию и был среди первых участников комитета общественного спасения. Быстро проникнувшись враждебностью к генералу де Голлю он вступил в ряды ОАС.
Арестованный два раза, де Бугрене в 1962 совершил побег из тюрьмы Санте и решил вместе с Жаном Бастьен-Тири и другими осуществить план, нацеленный на убийство генерала де Голля, которого де Бугрене рассматривал как «скрытого коммуниста». После провала операции «Шарлотта Корде», где он выступил в роли главного подстрекателя, он был арестован и заключён в Венсенскую крепость. 4 марта 1962 он был приговорён к смертной казни. 11 марта мера его наказания была изменена на пожизненное тюремное заключение. В 1968 ему было даровано помилование и освобождение (в то же время что и генералу Раулю Салану и полковнику Антуану Аргу).
После освобождения Алэн де Бугрене де Ля Токне опубликовал «Как я не убил де Голля» (издание Мали, 1969) и писал в различные журналы крайне правого толка: «Militant» и «Rivarol». В 1980—1990 он принял участие во Французской националистической партии (PNF) и в движении Трудовая отчизна (MTP), перед тем как присоединиться к Национальному фронту (где он, впрочем, не нёс особо ответственных обязанностей).
Сын — инженер Тибо де Бугрене де Ля Токне, который также является националистическим активистом и членом бюро Национального фронта.

## В культуре
- Де Бугрене — один из героев документального фильма-драмы: «фр. Ils voulaient tuer De Gaulle». («Они хотели убить де Голля»), режиссёра Жана-Тедди Филиппа; Жан-Пьер Мишель в роли Бастьена-Тири, Пьер Арно-Жюин в роли Алэна де Бугрене де Ля Токне, Фред Бьянкони в роли Армана Бельвизи.
- В начале романе «День Шакала» английского писателя Фредерика Форсайта (Chacal, The Day of the Jackal 1973 — G.-B. / France — Thriller) упоминается о попытке покушения в Пти-Кламар. Согласно Форсайту Алэн де Бугрене де Ля Токне возглавил группу из двенадцати бойцов, ожидавших де Голля на перекрёстке в Пти-Кламар. Одна группа под руководством Сержа Бернье должна была шквальным огнём из засады остановить президентскую машину; другая, выехав на машине из бокового проспекта дю Буа, отсечь машину охраны и в упор расстрелять едущих в ней агентов. За рулём машины заговорщиков сидел де Бугрене. Однако Бастьен-Тири подал сигнал слишком поздно и машины кортежа успели прорваться. Де Бугрене мог бы пожертвовать жизнью в столкновении, выехав перед кортежем, но не стал делать этого, выехав на полсекунды позже. Его машина поравнялась с машиной охраны, но сидящему рядом с ним Жоржу Ватину не удалось попасть в де Голля.